# 益子町
益子町（ましこまち）は、栃木県南東部に位置し、芳賀郡に属する町。江戸時代末期に益子焼の生産が始まり、昭和期の濱田庄司の活動により陶芸の町として著名になった。
町の花はヤマユリ、町の木はアカマツ、町の鳥はウグイス。それぞれ1977年に制定された。真岡市への通勤率は21.3%、宇都宮市への通勤率は12.0%（いずれも平成22年国勢調査）。

## 地理

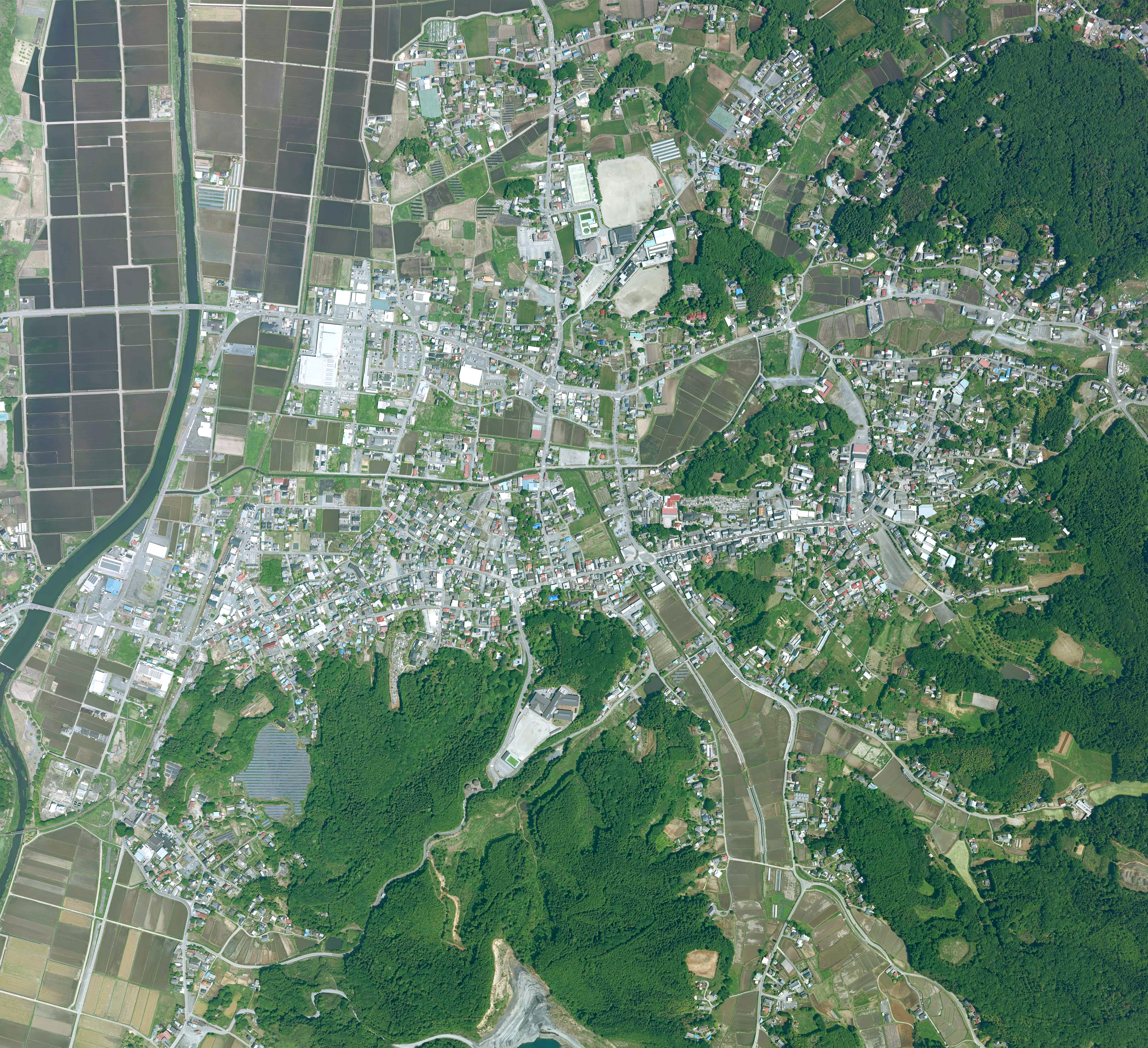
益子町中心部周辺の空中写真。画像左下方に益子駅。駅から東方向に益子の町並みが続く。更に東の画像右側中央付近が、益子陶器市が開催される陶芸店や窯の集中するエリアである。2022年5月19日撮影の2枚を合成作成。。

関東平野の北に位置する。小貝川が町西側を北から南へと流れ、その河岸の平野部が町の大部分を占める。町の南部は茨城県と県境を接し、丘陵地となっている。町内最高点は標高533mの雨巻山である。

### 隣接する自治体
- 栃木県
  - 真岡市
  - 芳賀郡:市貝町、茂木町
- 茨城県
  - 桜川市

## 歴史
益子の古刹西明寺の伝承は、西明寺は737年（天平9年）行基の創建になり、紀有麻呂が建立したとする。10世紀には、宇都宮氏の郎党益子氏が勢力を張った。益子氏は紀氏を称し、西明寺城を本拠とした。平安末期から室町初期にかけて、建立された寺社が益子町にはよく残っている。源頼朝が奥州藤原氏討伐の兵を起こすと、益子正重は宇都宮氏の郎党として戦功を上げ、もう一人の宇都宮氏の郎党とともに、頼朝から源氏の旗である白旗一流を下賜された。鎌倉から南北朝時代にかけて、益子氏は宇都宮氏の郎党としてよく活躍した。益子には西明寺城を始め、七井城など、益子氏の城・砦が築かれた。南北朝の動乱のとき宇都宮氏が北朝につくと、南朝方の将軍春日顕時は常陸国を本拠として、1339年益子を攻めた。これは後に撃退されたが、1351年再び益子は戦場となり、西明寺の伽藍が焼失した。1394年益子勝直は西明寺の堂宇を再建した。ついで1492年には楼門、1538年（天文7年）には仏塔が益子家宗により再建された。しかし戦国期には益子氏は宇都宮氏と対立することが多くなった。家宗が家督を継いだ後は、隣接する領主と益子氏との争いが増し、1583年益子重綱（一伝によれば家宗弟）は宇都宮氏に背き、結果、1589年に宇都宮氏によって益子氏と西明寺城が滅びることとなった。
江戸期には那須黒羽藩大関氏に飛び領として加領され、幕末に到った。「下之庄」といわれ、陣屋が置かれた。1871年7月廃藩置県の後は、黒羽県から11月に宇都宮県に統合され、1873年に宇都宮県が栃木県に統合されるとともに、栃木県に帰属した。1889年町村制施行に伴って益子村、七井村、田野村が成立し、1894年には益子村が益子町となった。
1910年(明治43年）軽便鉄道法が公布されると、鉄道院は幾つかの新規軽便線着工計画のなかに下館・七井を結ぶ真岡線を含めた。翌年には工事が開始され、1912年4月1日に下館・真岡間が部分開業した。ついで1913年7月11日には真岡・七井間も開業し、計画された全線が開通した。後に、烏山町（現那須烏山市）と茂木町の二つから、七井からそれぞれの町への延伸が請願され、誘致合戦は政党の政治の具となった。茂木町を地盤とする政友会議員が衆議院に当選したため、最終的に七井から茂木への延伸が行われた。
1954年（昭和29年）6月1日には、益子町と七井村、田野村が合併し、益子町となった。
いわゆる「平成の大合併」で益子町も芳賀地区合併協議会に参加し近隣自治体との合併を協議していた。しかし2004年6月、住民から反対の強かった茂木町が離脱を表明、これを機に合併協議自体が不調となり、8月初頭には協議会廃止の合意を見た。8月24日町議会は合併協議会の廃止を議決し、知事への届け出を経て、同月31日、合併協議会は廃止された。

### 益子焼
益子焼はいわゆる御家焼のひとつであり、1852年（嘉永五年）大塚啓三郎によって始められた。笠間の久野窯で修行し、益子の土を用いて瀬戸物を焼こうとした大塚啓三郎に、藩主大関増昭は、益子陣屋の裏山のふもと、根古屋に土地を与えた。生産量は着実に増し、1855年御用窯となった。作られたのは主に台所用の雑器であり、鬼怒川の水運を利用して江戸で販売された。藩は財政再建のため、益子焼を奨励した。
藩の庇護を失った後、益子では積極的に益子焼を窯が経営し、需要に応えつつ、路を拡大しようとする。当時、土瓶の売れ行きが盛んであり、輸出土瓶の製作が好評だったと伝えられる。1894年に益子陶器協同組合が結成され、また後には益子陶器伝習所もおかれた。
実用品を主にした益子焼に転機が訪れるのは大正期である。民芸運動の陶芸家、濱田庄司が益子に住み、益子の土を生かした独特な作品を作り出していった。濱田は後に国の重要無形文化財保持者（いわゆる「人間国宝」）に認定された。
1947年（昭和22年）9月6日、昭和天皇の戦後巡幸が行われた際には、県立窯業指導所が視察先の一つとなった。
現在、益子町は「益子焼の産地」として芸術作品から民芸品、そして日用品としての陶器など、ありとあらゆる陶器を制作販売している。そして「益子陶器市」が春と秋の年二回開催されている。

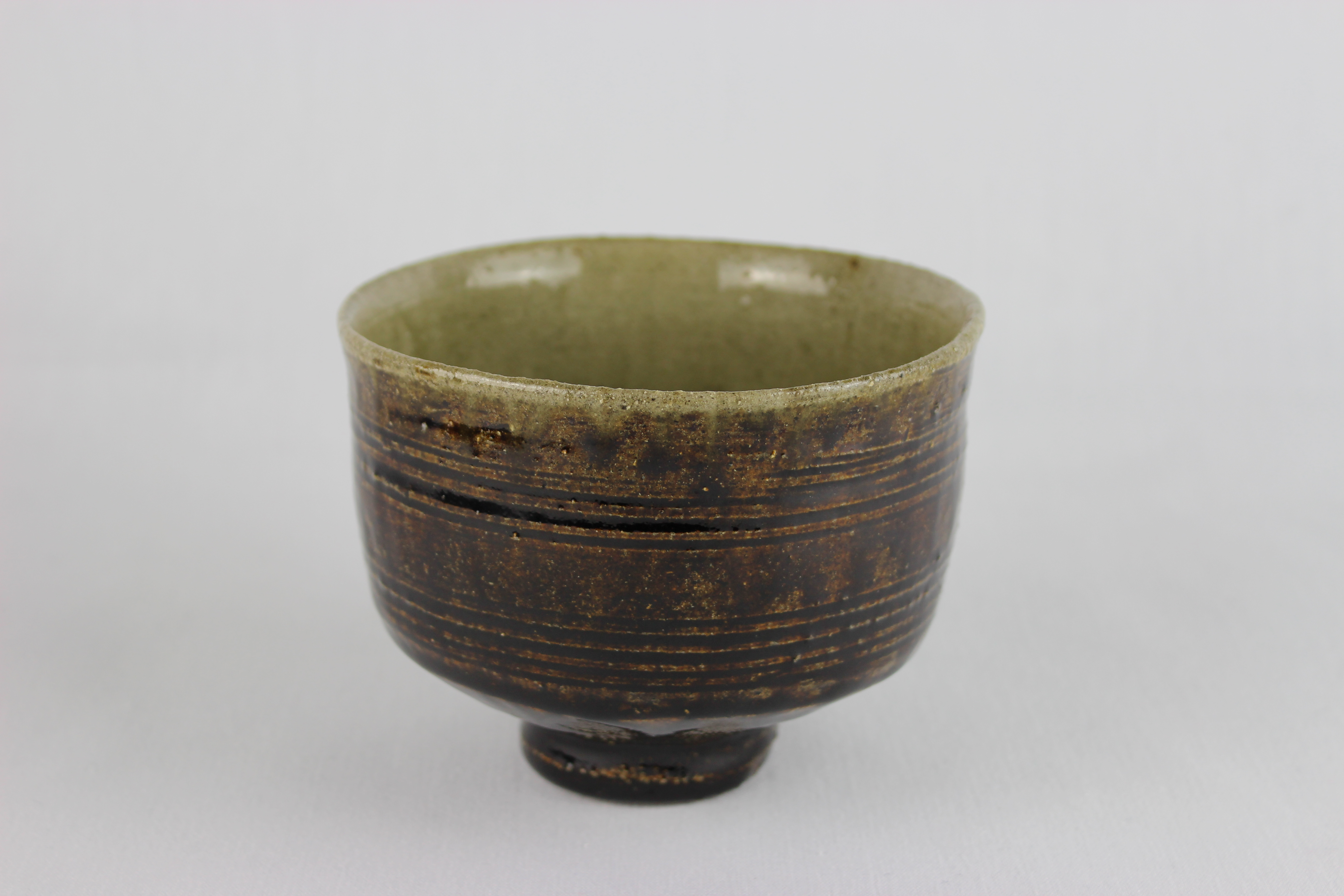
濱田庄司 茶碗

### 年表
- 1913年（大正2年）7月11日 - 真岡軽便線（現在の真岡線）真岡駅 - 七井駅間が開業。
- 1954年（昭和29年）6月1日 - 益子町、七井村、田野村が合併し益子町が発足。
- 1963年（昭和38年）4月1日 - 国道123号が制定。
- 1993年（平成5年）4月1日 - 国道121号の宇都宮市 - 益子町間が制定。

### 行政区域の変遷
| 益子町域の変遷（年表） | 益子町域の変遷（年表） | 益子町域の変遷（年表） |
| 年                     | 月日                   | 現益子町域に関連する行政区域変遷 |
| ---------------------- | ---------------------- | --- |
| 1889年（明治22年）     | 4月1日                 | 町村制施行により、以下の町村が発足。 - 益子村 ← 益子村・生田目村・上大羽村・下大羽村・塙村 - 七井村 ← 七井村・大沢村・小宅村・芦沼村・北中村・大平村 - 田野村 ← 長堤村・小泉村・梅ケ内村・本沼村・山本村・前沢村・大郷戸村・上山村・東田井村 |
| 1894年（明治27年）     | 3月1日                 | 益子村は町制施行し益子町になる。 |
| 1954年（昭和29年）     | 8月1日                 | 益子町・七井村・田野村が合併し益子町が発足。 |

| 益子町町域の変遷表 | 益子町町域の変遷表 | 益子町町域の変遷表  | 益子町町域の変遷表 | 益子町町域の変遷表  | 益子町町域の変遷表    | 益子町町域の変遷表 | 益子町町域の変遷表 | 益子町町域の変遷表 |
| 1868年 以前        | 1868年 以前        | 明治元年 - 明治22年 | 明治22年 4月1日    | 明治22年 - 昭和64年 | 明治22年 - 昭和64年   | 平成元年 - 現在    | 現在               |                    |
| ------------------ | ------------------ | ------------------- | ------------------ | ------------------- | --------------------- | ------------------ | ------------------ | ------------------ |
|                    | 益子村             | 益子村              | 益子村             | 明治27年3月1日 町制 | 昭和29年8月1日 益子町 | 益子町             | 益子町             |                    |
|                    | 生田目村           |                     | 益子村             | 明治27年3月1日 町制 | 昭和29年8月1日 益子町 | 益子町             | 益子町             |                    |
|                    | 上大羽村           |                     | 益子村             | 明治27年3月1日 町制 | 昭和29年8月1日 益子町 | 益子町             | 益子町             |                    |
|                    | 下大羽村           |                     | 益子村             | 明治27年3月1日 町制 | 昭和29年8月1日 益子町 | 益子町             | 益子町             |                    |
|                    | 塙村               |                     | 益子村             | 明治27年3月1日 町制 | 昭和29年8月1日 益子町 | 益子町             | 益子町             |                    |
|                    | 七井村             | 七井村              | 七井村             |                     | 昭和29年8月1日 益子町 | 益子町             | 益子町             |                    |
|                    | 大沢村             |                     | 七井村             |                     | 昭和29年8月1日 益子町 | 益子町             | 益子町             |                    |
|                    | 小宅村             |                     | 七井村             |                     | 昭和29年8月1日 益子町 | 益子町             | 益子町             |                    |
|                    | 芦沼村             |                     | 七井村             |                     | 昭和29年8月1日 益子町 | 益子町             | 益子町             |                    |
|                    | 中村               | 明治12年 北中村     | 七井村             |                     | 昭和29年8月1日 益子町 | 益子町             | 益子町             |                    |
|                    | 大平村             |                     | 七井村             |                     | 昭和29年8月1日 益子町 | 益子町             | 益子町             |                    |
|                    | 長堤村             | 長堤村              | 田野村             |                     | 昭和29年8月1日 益子町 | 益子町             | 益子町             |                    |
|                    | 小泉村             |                     | 田野村             |                     | 昭和29年8月1日 益子町 | 益子町             | 益子町             |                    |
|                    | 梅ケ内村           |                     | 田野村             |                     | 昭和29年8月1日 益子町 | 益子町             | 益子町             |                    |
|                    | 本沼村             |                     | 田野村             |                     | 昭和29年8月1日 益子町 | 益子町             | 益子町             |                    |
|                    | 山本村             |                     | 田野村             |                     | 昭和29年8月1日 益子町 | 益子町             | 益子町             |                    |
|                    | 前沢村             |                     | 田野村             |                     | 昭和29年8月1日 益子町 | 益子町             | 益子町             |                    |
|                    | 大郷戸村           |                     | 田野村             |                     | 昭和29年8月1日 益子町 | 益子町             | 益子町             |                    |
|                    | 上山村             |                     | 田野村             |                     | 昭和29年8月1日 益子町 | 益子町             | 益子町             |                    |
|                    | 東田井村           |                     | 田野村             |                     | 昭和29年8月1日 益子町 | 益子町             | 益子町             |                    |

## 人口
| |                                        |  |
| 益子町と全国の年齢別人口分布（2005年） | 益子町の年齢・男女別人口分布（2005年） |  |
| ■紫色 ― 益子町 ■緑色 ― 日本全国 | ■青色 ― 男性 ■赤色 ― 女性              |  |
| 益子町（に相当する地域）の人口の推移 \| 1970年（昭和45年） \| 19,844人 \| \| \| 1975年（昭和50年） \| 20,657人 \| \| \| 1980年（昭和55年） \| 22,104人 \| \| \| 1985年（昭和60年） \| 23,395人 \| \| \| 1990年（平成2年） \| 24,317人 \| \| \| 1995年（平成7年） \| 25,255人 \| \| \| 2000年（平成12年） \| 25,685人 \| \| \| 2005年（平成17年） \| 25,080人 \| \| \| 2010年（平成22年） \| 24,348人 \| \| \| 2015年（平成27年） \| 23,281人 \| \| \| 2020年（令和2年） \| 21,898人 \| \| |                                        |  |
| 総務省統計局 国勢調査より |                                        |  |
| 1970年（昭和45年） | 19,844人                               |  |
| 1975年（昭和50年） | 20,657人                               |  |
| 1980年（昭和55年） | 22,104人                               |  |
| 1985年（昭和60年） | 23,395人                               |  |
| 1990年（平成2年） | 24,317人                               |  |
| 1995年（平成7年） | 25,255人                               |  |
| 2000年（平成12年） | 25,685人                               |  |
| 2005年（平成17年） | 25,080人                               |  |
| 2010年（平成22年） | 24,348人                               |  |
| 2015年（平成27年） | 23,281人                               |  |
| 2020年（令和2年） | 21,898人                               |  |

## 行政
- 町長：廣田茂十郎（1期目、2022年4月20日 - ）[5]

### 衆議院
- 任期 ： 2017年（平成29年）10月22日 - 2021年（令和3年）10月21日（「第48回衆議院議員総選挙」参照）

| 選挙区 | 議員名 | 党派名     | 当選回数 | 備考   |
| --- | ------ | ---------- | -------- | ------ |
| 栃木県第4区（益子町、小山市、真岡市、下野市（旧石橋町、国分寺町）、栃木市（旧大平町、藤岡町、都賀町、岩舟町域）、芳賀郡、下都賀郡） | 佐藤勉 | 自由民主党 | 8        | 選挙区 |

### 消防
- 芳賀地区広域行政事務組合消防本部
  - 益子分署

### その他
- マシコット - 益子町のイメージキャラクター。

## 地域

### 大字・町名

#### 益子地区
- 大字上大羽（かみおおば）
- 大字下大羽（しもおおば）
- 城内坂（じょうないざか）
- 大字生田目（なばため）
- 大字塙（はなわ）
- 大字益子（ましこ）

#### 七井地区
- 大字芦沼（あしぬま）
- 大字大沢（おおさわ）
- 大字大平（おおひら）
- 大字小宅（おやけ）
- 大字北中（きたなか）
- 大字七井（なない）
- 七井中央（なないちゅうおう）

#### 田野地区
- 大字梅ケ内（うめがうち）
- 大字大郷戸（おおごうど）
- 大字上山（かみやま）
- 大字小泉（こいずみ）
- 大字長堤（ながつつみ）
- 大字東田井（ひがしだい）
- 大字前沢（まえざわ）
- 大字本沼（もとぬま）
- 大字山本（やまもと）

## 教育

### 高等学校
- 栃木県立益子芳星高等学校

### 中学校
- 益子町立益子中学校
- 益子町立七井中学校
- 益子町立田野中学校

### 小学校
- 益子町立益子小学校
- 益子町立益子西小学校
- 益子町立七井小学校
- 益子町立田野小学校

### 特別支援学校
- 栃木県立益子特別支援学校

### かつて存在した学校
- 益子町立大羽小学校（2007年3月24日閉校）
- 益子町立小宅小学校（2007年3月24日閉校）
- 益子町立山本小学校（2007年3月24日閉校）

## 文化
益子町に所在する主な文化施設は以下のとおり

### 博物館・美術館等
- 益子参考館：濱田庄司記念益子参考館
- 陶芸メッセ・益子
  - 益子陶芸美術館
- 益子町中央公民館図書室

## 通信

### 郵便
郵便番号は以下が該当する。1集配局が集配を担当する。
- 益子郵便局：「321-42xx」「321-41xx」[6]

#### 郵便局
- 益子郵便局（07023）
- 七井郵便局（07070）
- 田野郵便局（07132）

### 電話
町内全域が真岡MAの管轄となり、市外局番は「0285」。収容局は以下のビルが該当し、市内局番は以下の通り。
- 益子局：70、72

## 交通

### 鉄道
中心となる駅：益子駅
- 真岡鐵道
  - ■真岡線
    - 益子駅 - 七井駅

### 路線バス
- 関東自動車
  - 宇都宮東武 - JR宇都宮駅 － 宇大前 - 鐺山 - 水橋 - 東高橋（一部延生経由） - 七井駅前 - 益子駅
- 茨城交通
  - 益子駅 - 笠間駅（急行バス）

### 高速バス
- 茨城交通
  - 関東やきものライナー：益子駅・陶芸メッセ入口 － 笠間駅 － 秋葉原駅

### 道路
道路は栃木県、茨城県の県庁所在地を結ぶ国道123号が町の北部を東西に横断し、会津若松市へと通じる国道294号が南北を縦断する。米沢市を起点とする国道121号は、益子町を終点とする唯一の国道で、国道123号交点のある町域内を終点とする。また茨城県桜川市へと通じる道路がある。
- 一般国道
  - 国道121号
  - 国道123号
  - 国道294号
- 主要地方道
  - 栃木県道1号宇都宮笠間線
  - 栃木県道41号つくば益子線
- 一般県道
  - 栃木県道108号益子停車場線
  - 栃木県道111号七井停車場線
  - 栃木県道163号黒田市塙真岡線
  - 栃木県道230号下大羽益子線
  - 栃木県道255号塙上根線
  - 栃木県道257号西小塙真岡線
  - 栃木県道262号益子公園線
  - 栃木県道297号山本下大羽線

## 産業

### 工業
以下の企業の工場が立地する。
- HOYA Technosurgical - 旭光学工業の工場として設立[7]。合併によりHOYAの工場となったのち、現在はHOYAの子会社の工場とロジスティクスセンターが立地する。

かつては以下の企業の工場が立地した。
- 日東食品製造[8]
- リズム時計工業 - 1965年に設立[7]。2020年に閉鎖。

## 食文化
- ビルマ汁

## 姉妹都市・提携都市

### 国内
- 雄武町（北海道オホーツク総合振興局紋別郡） - 友好都市。

### 海外
- セント・アイヴス（イギリス連合王国 イングランド国 コーンウォール州） - 2012年（平成24年）9月20日 姉妹都市提携締結[9]。

## 観光

### 寺社仏閣

#### 神社
- 鹿島神社
- 亀岡八幡宮

#### 寺院：文化財となっているもの
- 西明寺 - 楼門・三重塔・本堂内厨子（いずれも国の重要文化財）
西明寺は坂東三十三箇所の一（20番札所）であり、その堂塔は関東三大仏塔の一といわれる。また、珍しい「笑い閻魔」像がある。
- 地蔵院 - 本堂（国の重要文化財）
- 円通寺 - 表門（国の重要文化財）のほか、多くの文化財を有する。

### 祭事
- 益子陶器市
- 益子夜市
- 土祭
- 益子祇園祭

毎年7月23日-7月25日の三日間八坂神社の祭礼として行われる祭で、町内の氏子5地区（新町・田町・内町・城内・道祖土・塙）と田野地区の山本を入れる6地区の山車が町内を練り歩く。（但しルートは新町-道祖土まで）
初日の23日には益子焼窯元共販センター南駐車場で手筒花火が披露される。
24日は、江戸時代から伝わる町指定無形文化財で関東三大奇祭の「御神酒頂戴式（おみきちょうだいしき）」が行われる。
最終日の25日の22時から町内の鹿島神社で御上覧が行われる。
2009年度から塙地区山車が参入。
2010年度に山本地区の山車は祇園祭から撤退した。

### 国際チャレンジデーへの参加
益子町は2008年から国際チャレンジデーに参加している。
2008年5月28日に岩手県軽米町との対戦で圧倒的な差で初出場ながら勝利を収めた。
また2009年5月27日に2度目チャレンジデーに参加。
相手は広島県竹原市と埼玉県小鹿野町との対戦で、2度目の勝利を果たした。

### 花のまちづくり
2009年4月24日から「ましこ花の博覧会」が開催された。現在は「ましこ花のまちづくり」に引き継がれている。

## 益子町ゆかりの著名人

### 出身者
- 大塚朋之 - 元町長
- 神田厚（2008年死去） - 元防衛庁長官
- 小泉斐 - 江戸時代後期の絵師
- 古沢勘兵衛 - 戦前の柔道家
- 佐久間藤太郎 - 陶芸家
- 木村一郎 - 陶芸家
- 古郷秀一 - 彫刻家
- 田中功起 - 現代美術家
- 仁平馨 - 元広島東洋カープ外野手
- 廣澤拓 - ラグビー選手
- 大塚実（2019年死去） - 大塚商会創業者
- 井上咲楽 - タレント
- 西谷優希 - サッカー選手
- 西谷和希 - サッカー選手

### 益子町への移住者
- 濱田庄司 - 陶芸家。人間国宝。神奈川県川崎市出身。
- 皆川マス - 益子焼の絵付師。栃木県真岡市出身。10歳の頃に益子の皆川家の養子となった。
- 村田元 - 陶芸家。石川県金沢市出身。
- 島岡達三 - 陶芸家。人間国宝。東京都港区出身[10][11]。1946年（昭和21年）に益子に移住[10]。
- 合田好道 - 画家。陶芸家（主に絵付師）。香川県観音寺市出身。
- 加守田章二 - 陶芸家。大阪府岸和田市出身[12]。1958年（昭和33年）に益子に移住[13]。
- いわむらかずお - 絵本作家、36歳のときから在住地が当町
- 小栗康平 - 映画監督、在住地が当町
- 木村昌平（2018年死去） - セコム元社長、晩年を当町で過ごした